# Uronové kyseliny

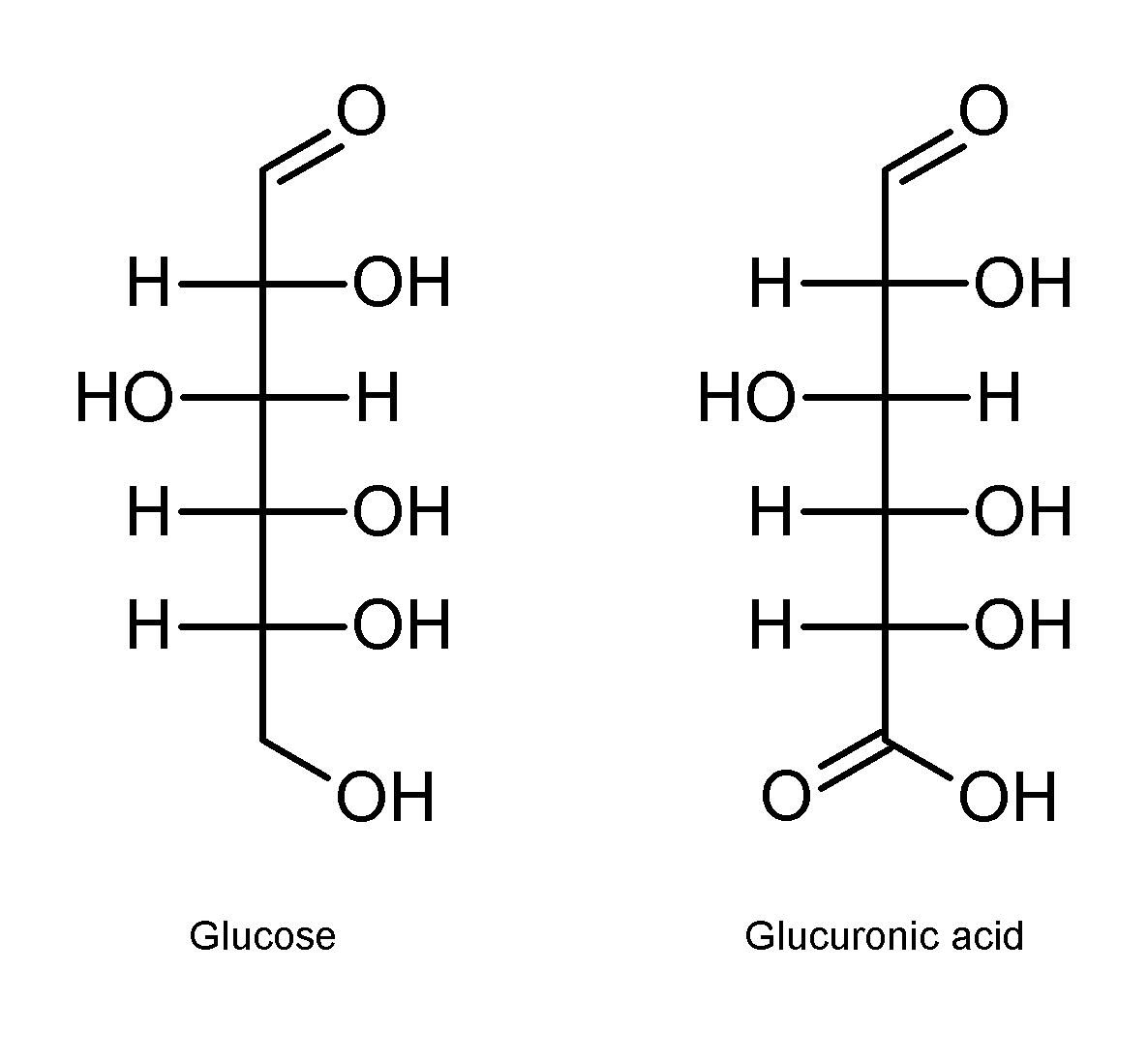
Fischerova projekce glukózy a glukorunové kyseliny

Uronové kyseliny jsou skupinou karboxylových kyselin. Obsahují jak karboxylovou, tak aldehydickou funkční skupinu. Vznikají oxidací hydroxylové skupiny terminálního uhlíku monosacharidů na karboxylovou skupinu. Jména uronových kyselin se odvozují od názvů výchozích sacharidů. Jako příklad je možné uvést glukuronovou kyselinu. Některé uronové kyseliny však nemají výchozí sacharid a vznikají epimerizací (například iduronová kyselina).
Pro uronové kyseliny odvozené od hexóz lze použít název hexuronová kyselina, ten byl však dříve používán pro askorbovou kyselinu, která mezi uronové kyseliny nepatří.